# Caune
|  | Aquest article tracta sobre la ciutat de Caune. Si cerqueu l'heroi Caune, vegeu «Caunos». |

Caune (grec antic: Καῦνος, llatí: Caunus; gentilici Καύνιος, cauni) fou una antiga ciutat de l'Àsia Menor situada a la costa sud de Cària. Era la capital dels caunis, un poble de llengua cària, per bé que amb el temps esdevengué una ciutat fortament hel·lenitzada.

## Descripció
Caune era una ciutat portuària, i en conseqüència tenia drassanes i un port que es podia tancar amb una cadena. Damunt la ciutat, dalt d'un turó, hi havia una fortalesa anomenada Imbros. Diodor parla de dues fortaleses: una amb un temple a Perseu i un altre amb un temple a Hèracles. Les restes més antigues de la ciutat daten del segle viii aC. El recinte murat data d'època hel·lenística, cap al segle iv aC, i comprèn una zona de 190 hectàrees.
El seu territori era fèrtil, però hostil a l'estiu i la tardor, quan passava un aire molt càlid. Caune era situada a la Perea Ròdia, una regió controlada per Rodes; primerament, Caune no estava sota la seva influència, però a partir del segle iii aC en depengué en diverses ocasions.

## Història
Segons Heròdot, els caunis eren aborígens del país, però afegeix que ells mateixos deien que eren descendents dels cretencs. Vestien diferents de la resta de caris i els altres pobles de la zona, però parlaven la mateixa llengua. Segons les monedes de la seca de Caune, el nom cari de la ciutat era χbid-, de manera que Caune (Kaunos) és un nom grec, més que la transcripció d'un nom indígena. No és fins al segle iv aC, però, que es pot considerar Caune una ciutat hel·lènica.
El segle vi aC, els caunis van resistir al general persa Hàrpag, tal com havien fet els seus veïns els licis. Sotmesos a Pèrsia, es van unir a la Revolta Jònica el 497 aC. Posteriorment, va ser membre de la Lliga de Delos, però es va revoltar diverses vegades: després d'una primera secessió cap al 440-430 aC, el 420 aC ja s'havia reincorporat, per tornar-se a revoltar el 411 aC. El 396 aC, Conó establí el seu quarter a Caune, que va ser assetjada pels espartans, comandats per Fàrax. L'any 333 aC, va ser capturada pels macedonis, i així s'incorporà al Regne de Macedònia.
Després de la mort d'Alexandre, va acabar en mans de Ptolemeu I Soter (309 aC), i Rodes la va comprar als generals de Ptolemeu per 200 talents; els rodis van assegurar que havien rebut Estratonice, una altra ciutat de Cària, com a donació d'Antíoc I Sòter. Els romans els van obligar a retirar-se de Caune i d'Estratonice l'any 190 aC, però més tard van tornar als rodis les dues places, i els van cedir Cària l'any 167 aC, confirmant la independència de Caune sota sobirania ròdia.
El 88 aC, els caunis van participar en la matança de romans instigada per Mitridates VI Eupator del Pont i, com a càstig, Roma va incorporar Caune al domini directe de Rodes. Els caunis es van revoltar (potser el 81 aC), sense succés, atès que el 59 aC continuava sota el domini rodi. Més tard, van demanar separar-se de Rodes i romandre directament subjectes a Roma, i encara que primer hom no els ho va concedir, sembla que més tard es van convertir en ciutat lliure, tal com l'esmenta Estrabó.
A Caune va néixer el pintor Protògenes.